# Destruktor
Destruktor je v objektovém programování metoda, která je zavolána při likvidaci instance své třídy v paměti počítače.
Při likvidaci instance třídy (objektu) by mělo dojít k uvolnění všech zdrojů, se kterými objekt pracoval. To může programátor zajistit právě pomocí destruktoru. Podobně jako lze pomocí konstruktoru zajistit alokaci prostředků při vytváření objektu.
Destruktor nemá návratovou hodnotu a žádné parametry. Nemá-li třída destruktor, překladač vytvoří implicitní destruktor.